# Jardín de la Fundación Julio Muñoz Ramonet
El jardín de la Fundación Julio Muñoz Ramonet, también conocido como jardín de Can Fabra, es un jardín privado abierto al público de Barcelona. Se encuentra en la calle de Muntaner n.º 282, en el distrito de Sarrià-Sant Gervasi. Fue realizado por Jean-Claude Nicolas Forestier en 1916, con una remodelación posterior de Joan Mirambell i Ferran. Fue abierto al público en 2016.

## Historia

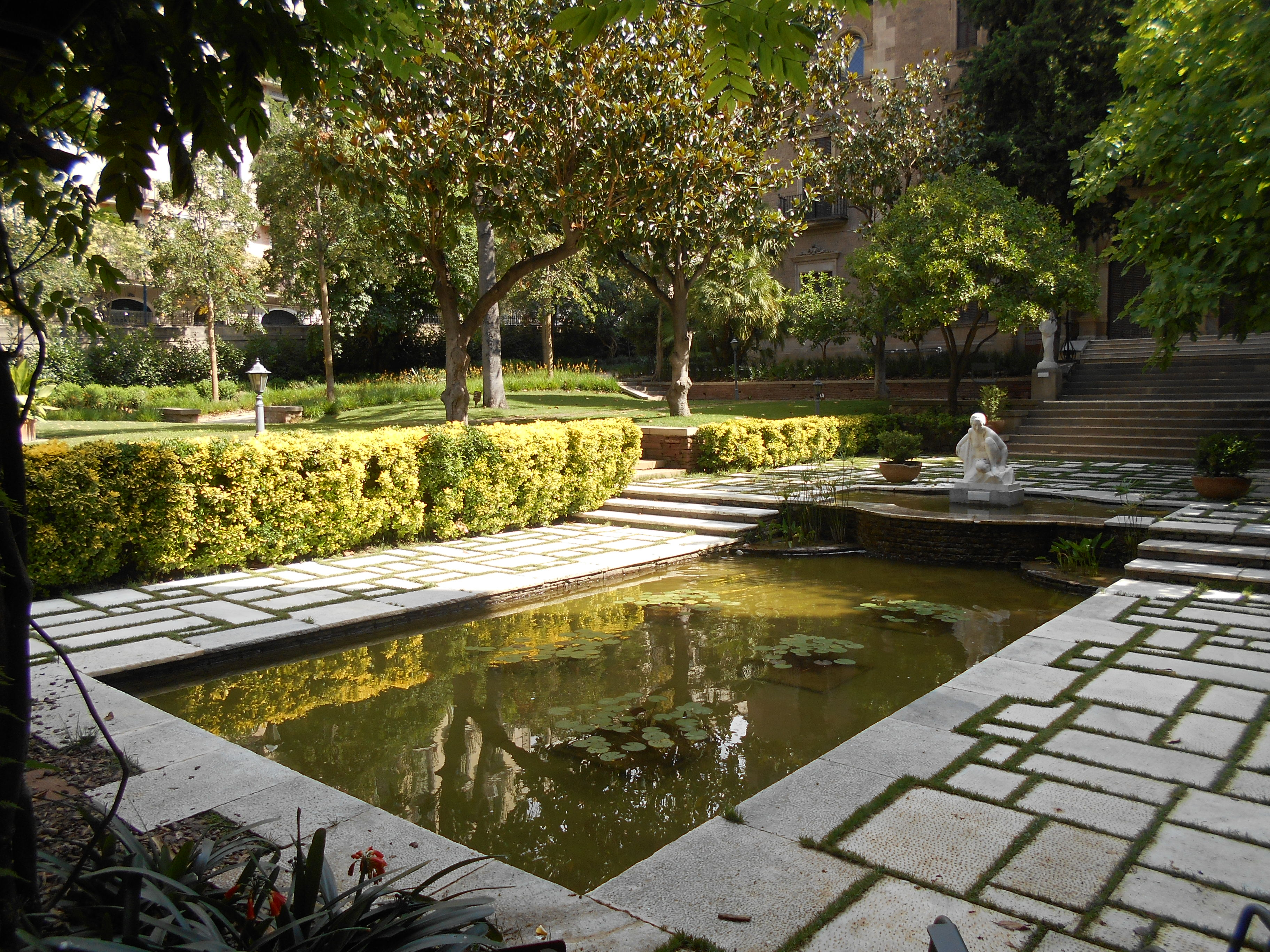
Estanque inferior.

La finca, conocida como Can Fabra, fue adquirida y edificada por Fernando Fabra y Puig, 2º marqués de Alella, ingeniero industrial, empresario y político, que fue alcalde de Barcelona entre mayo de 1922 y septiembre de 1923. En 1916 encargó el diseño del jardín al paisajista francés Jean-Claude Nicolas Forestier, introductor en España del llamado «jardín mediterráneo», y artífice en la Ciudad Condal de los jardines de Laribal (1917-1924) y Miramar (1919-1923) en Montjuïc y del parque del Guinardó (1918). El proyecto original tenía como elemento principal un estanque rectangular con un surtidor de agua, rodeado de rosales y pérgolas en forma de U. El jardín, de 4123 m², tenía una estructura de terrazas, con escaleras para acceder a los distintos niveles.
En 1917 se construyó la casa principal, conocida como palacio del Marqués de Alella o casa Araceli Fabra, un edificio novecentista del arquitecto Enric Sagnier i Villavecchia. Edificada a cuatro vientos, tiene planta rectangular, con cuatro pisos y dos torres, así como una logia de arcos de medio punto en la entrada, de inspiración renacentista. La fachada principal destaca por su decoración de volutas y cartelas de piedra tallada, mientras que los coronamientos de las torres son de inspiración plateresca. Este inmueble está inscrito como Bien Cultural de Interés Local (BCIL) en el Inventario del Patrimonio Cultural catalán con el código IPA-30378.

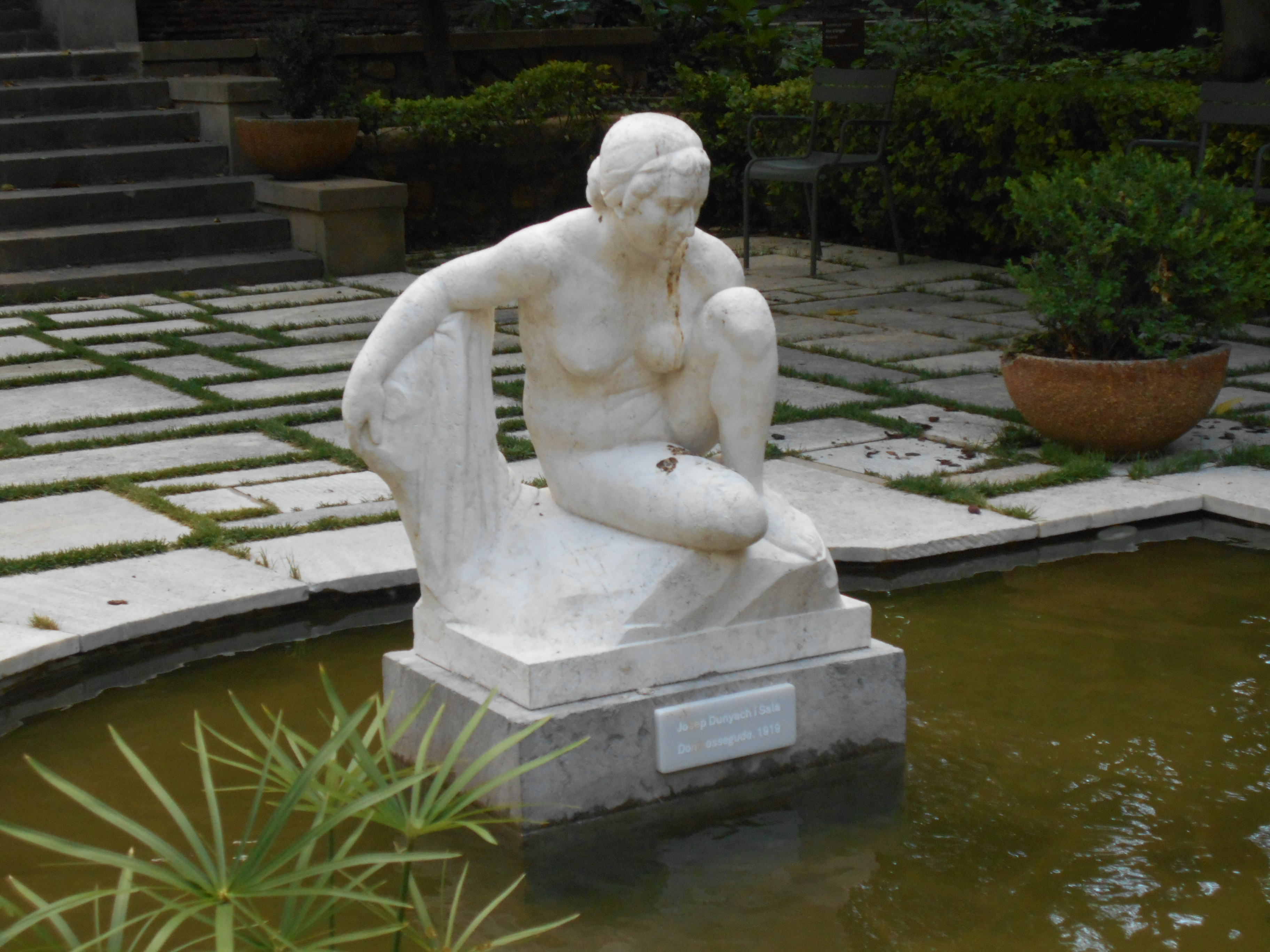
Mujer sentada, de Josep Dunyach, 1919.

Sagnier también construyó la torre que da a la calle Avenir, que fue habitada por la hermana del marqués, Inés Fabra. De inspiración más clásica, recuerda los hôtels particuliers de la burguesía francesa. En 1933 Fabra edificó un bloque de viviendas en la esquina entre Muntaner y Avenir, con lo que se perdieron 526 m² de jardín.
En 1945 adquirió la finca el empresario Julio Muñoz Ramonet, propietario de diversas empresas textiles y de los almacenes El Siglo y El Águila. Este encargó una remodelación del jardín al paisajista Joan Mirambell i Ferran, quien trabajó en el proyecto entre 1956 y 1957. Cambió la estructura del jardín a través de una serie de desniveles, elevando los laterales para acercar el jardín a la casa. Por otro lado, cambió la orientación del estanque y desplazó la pérgola. También cambió la vegetación, y sustituyó la platabanda de flores del jardín lateral de la torre por una piscina.
Muñoz Ramonet legó su finca tras su muerte en 1991 al Ayuntamiento de Barcelona, pero el legado quedó paralizado por la impugnación de sus herederos, en un largo litigio de 15 años. Finalmente, tras reconocerse judicialmente la propiedad municipal, el jardín fue abierto al público en 2016, tras ser restaurado.

## Descripción

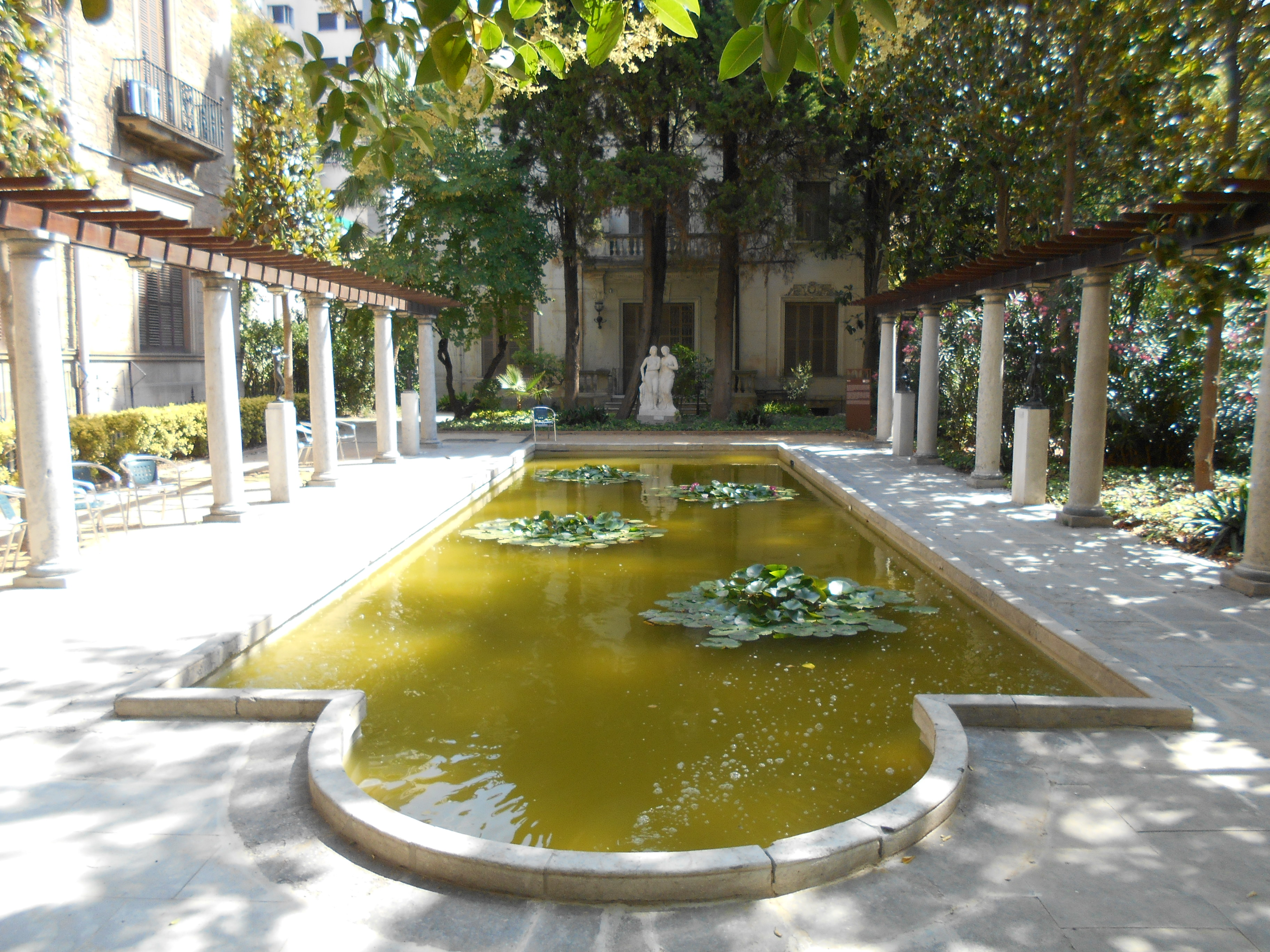
Estanque superior.

El acceso al jardín se realiza por la calle de Muntaner. Se encuentra aquí el primer nivel o «jardín inferior», presidido por un estanque con la escultura Mujer sentada, obra de Josep Dunyach de 1919. Al pie del estanque se encuentra una pérgola de glicina emparrada. Ascendiendo desde aquí hacia la casa hay unas escaleras flanqueadas por dos esculturas de Josep Cañas, Alegoría de la primavera y Alegoría del verano, ambas de 1945. Girando a la derecha hay un camino con la escultura Barcelona, de Josep Dunyach (1947), que da acceso al «jardín superior», situado entre la casa principal y la torre. Se encuentra aquí otro estanque (antigua piscina de la torre), poblado de nenúfares y flanqueado por dos pérgolas paralelas en cuyos intercolumnios se hallan seis esculturas sobre pedestales: cinco de Josep Dunyach (Desnudo de pie peinándose, 1940; Mujer agachada, 1924; Mujer apoyada sobre espigas, 1925; Desnudo, 1937; y Figura femenina sentada, 1928) y una de Vicenç Navarro (Diana cazadora, 1928). Al fondo del estanque, frente a la torre, se encuentra el grupo escultórico Confidencias en la playa, de Josep Dunyach (1934). El resto del jardín son zonas de vegetación surcadas por diversos caminos, con diversas escaleras que salvan los desniveles.

## Vegetación
Entre las diversas especies vegetales del parque se encuentran: el arce de Freeman (acer freemanii), el laurel (laurus nobilis), la clivia (clivia miniata), la aspidistra (aspidistra elatior), el cóculo (cocculus laurifolius), el aguacate (persea americana), el tilo (tilia sp.), el palmito (chamaerops humilis), el arce de Montpellier (acer monspessulanum), la glicina (wisteria sinensis), el acanto (acanthus mollis), el cerezo japonés (prunus subhirtella), el magnolio (magnolia grandiflora), el almez (celtis australis), el árbol del amor (cercis siliquastrum) y la latania (livistona chinensis).

## Galería

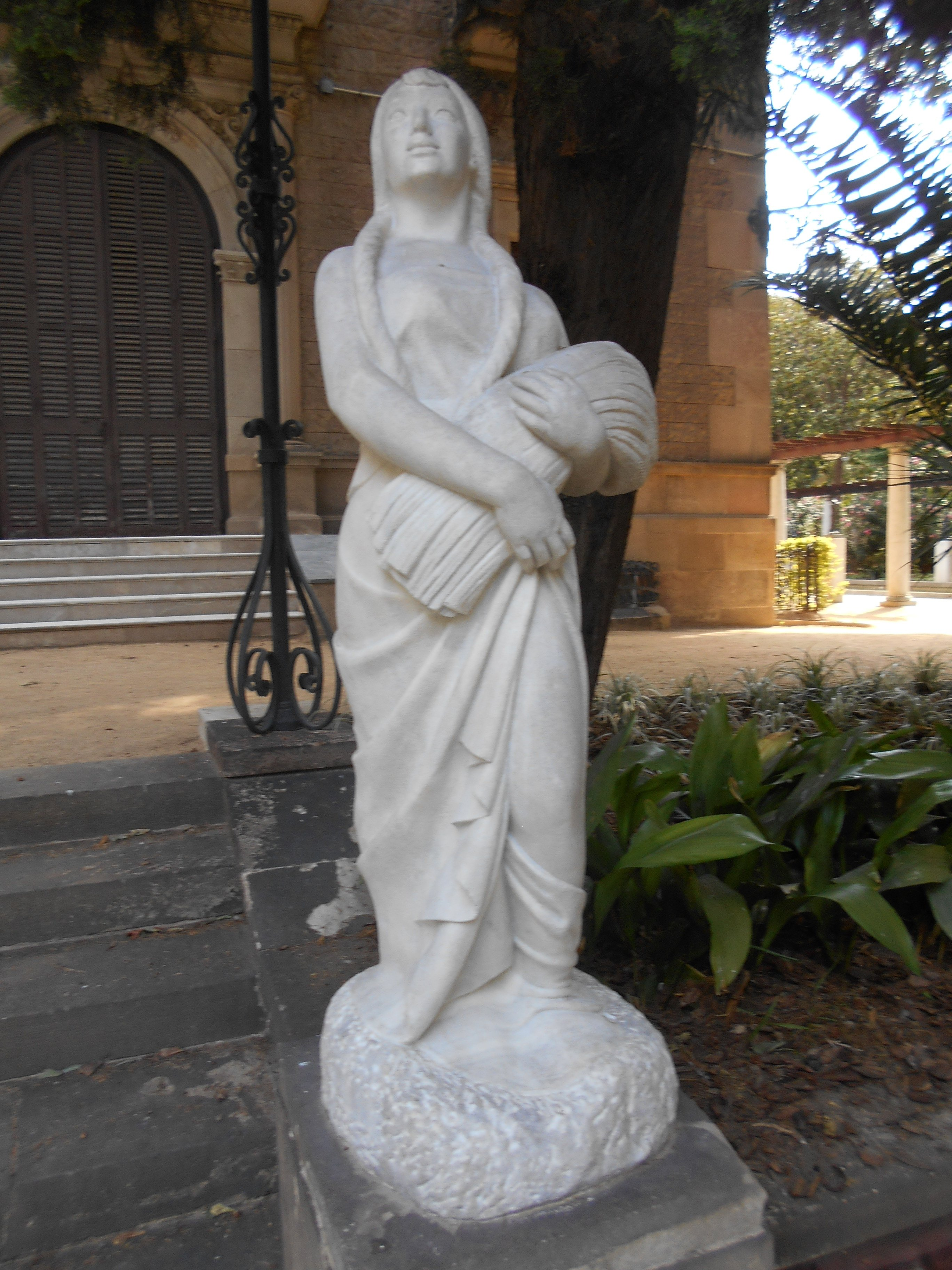
Alegoría de la primavera, de Josep Cañas, 1945.
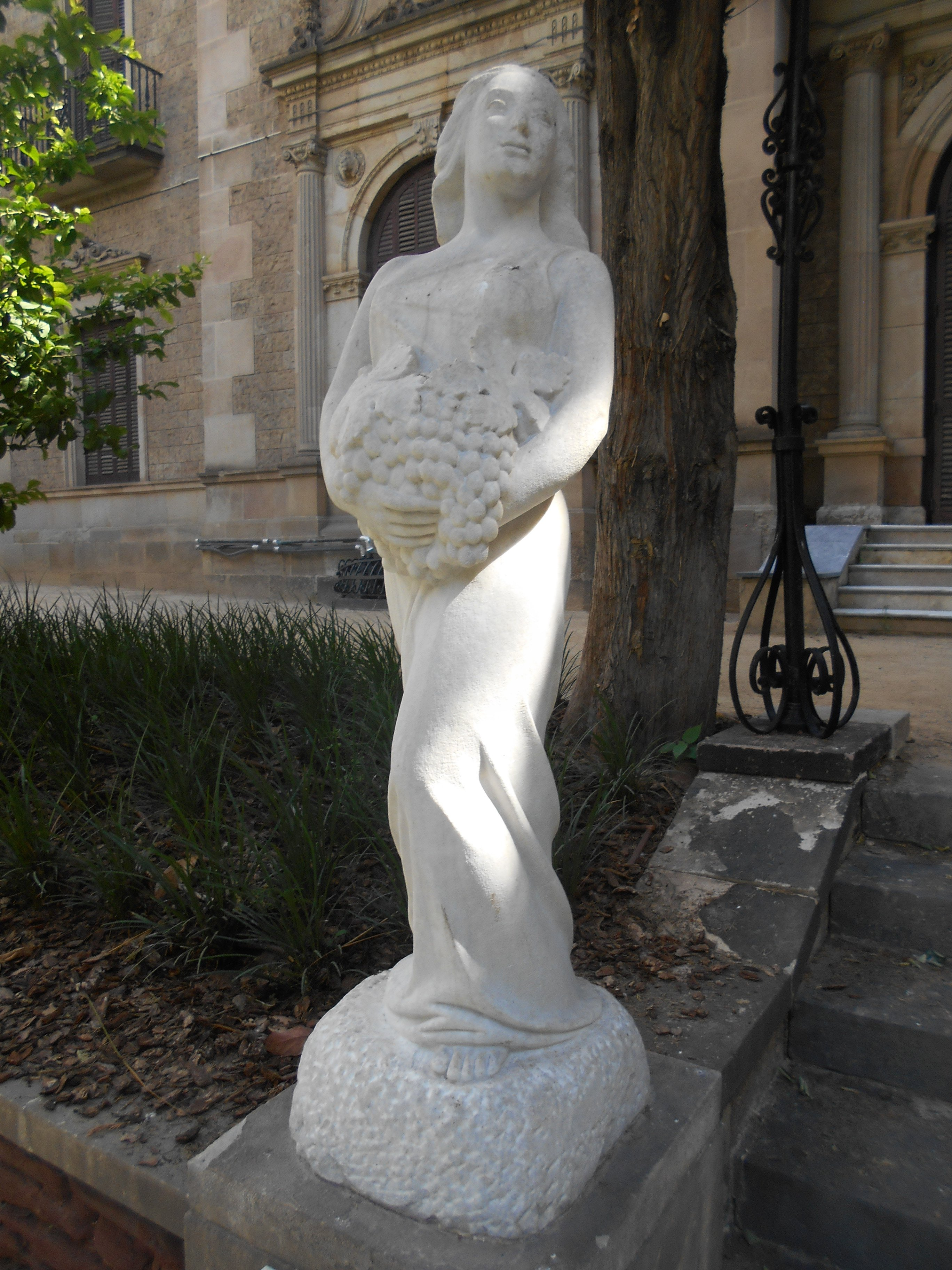
Alegoría del verano, de Josep Cañas, 1945.
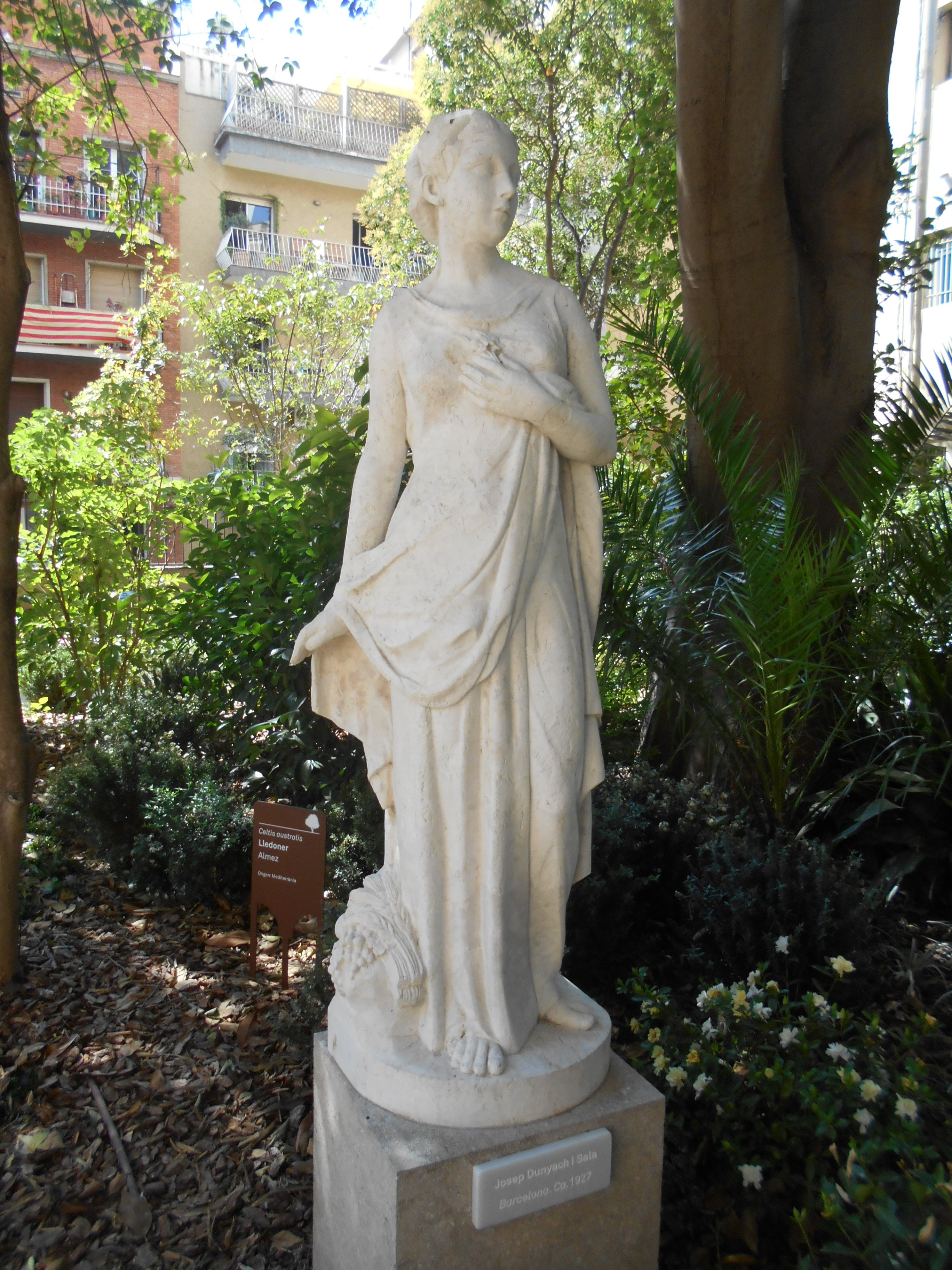
Barcelona, de Josep Dunyach, 1947.
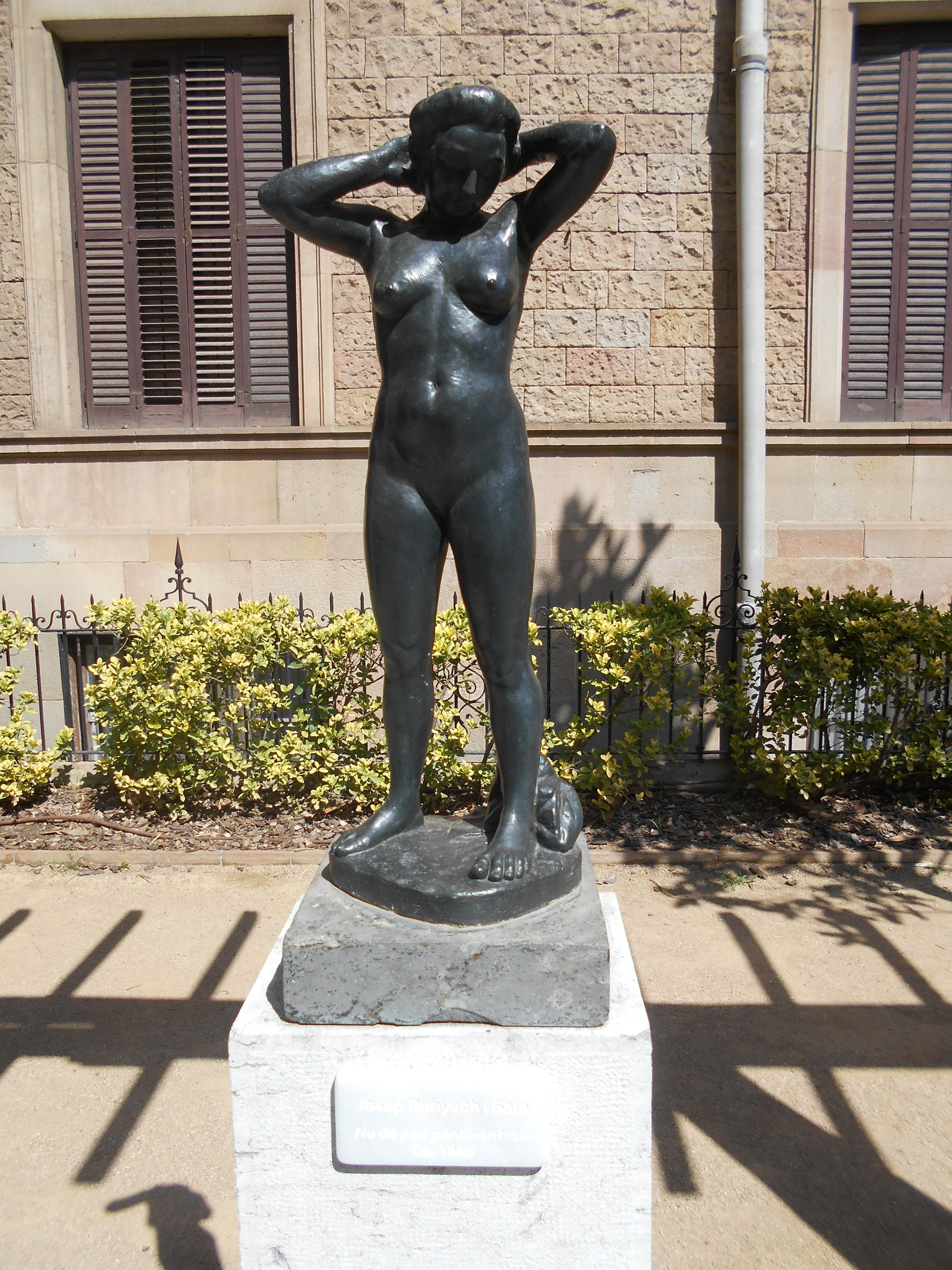
Desnudo de pie peinándose, de Josep Dunyach, 1940.
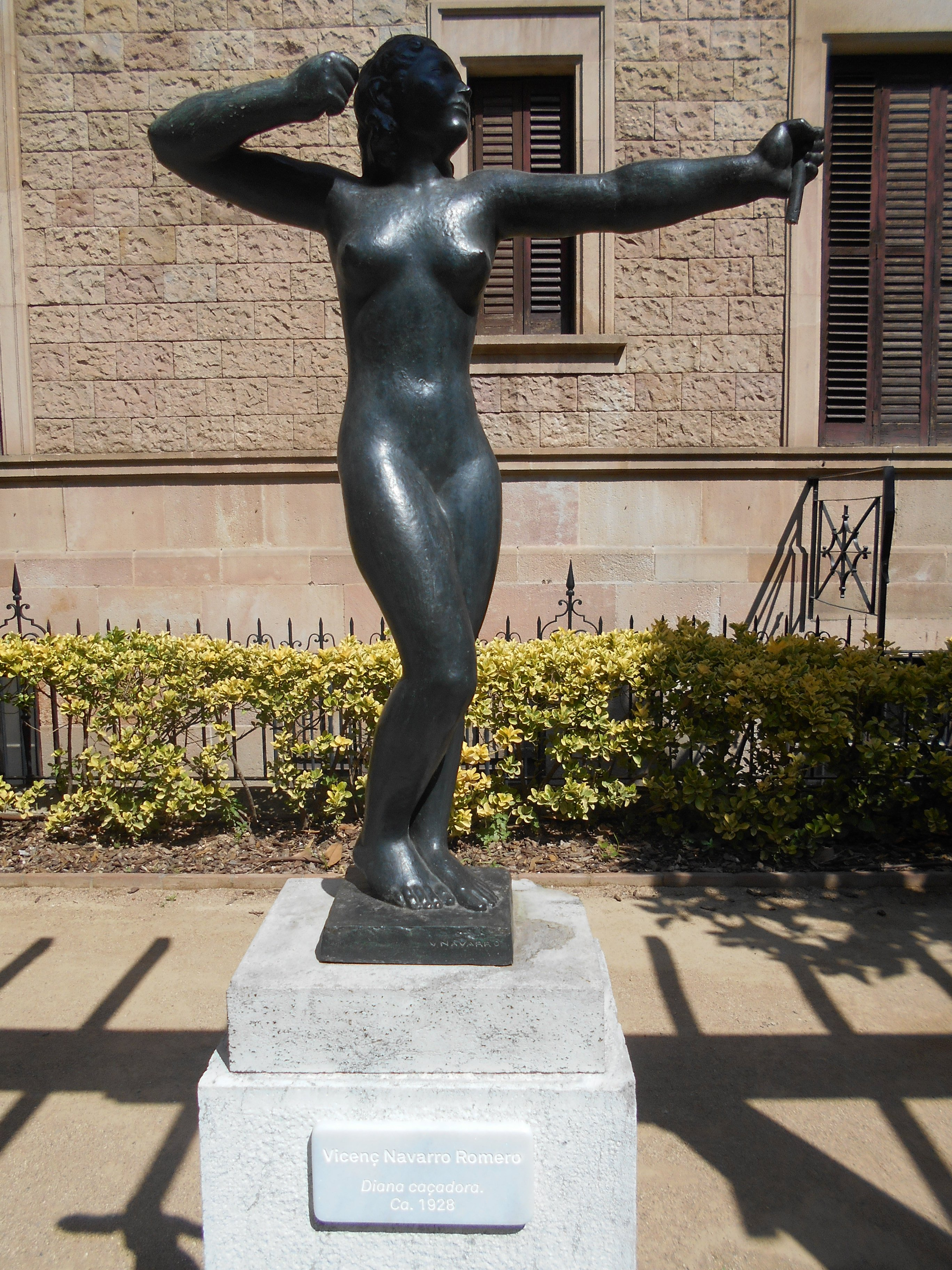
Diana cazadora, de Vicenç Navarro, 1928.
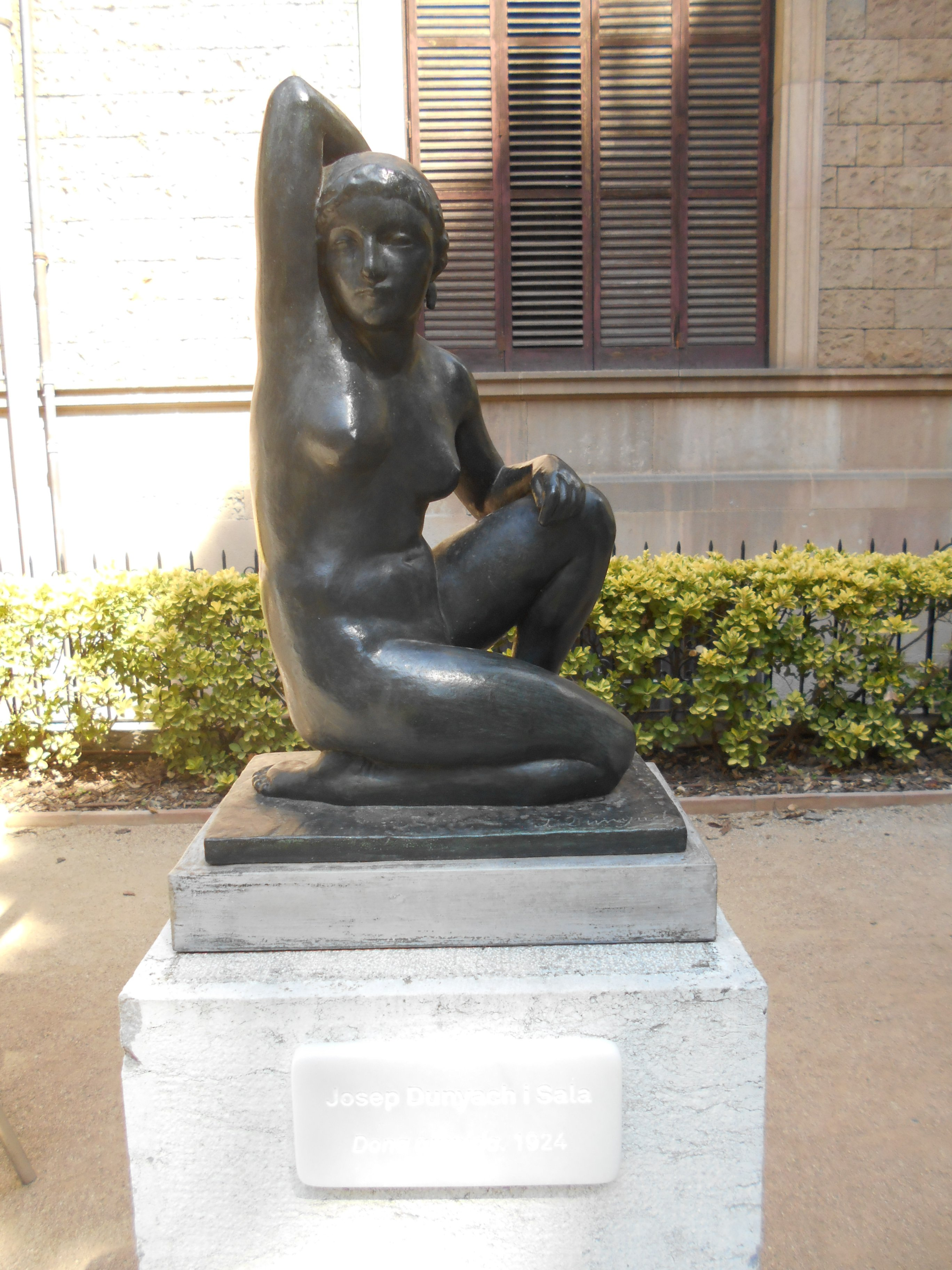
Mujer agachada, de Josep Dunyach, 1924.
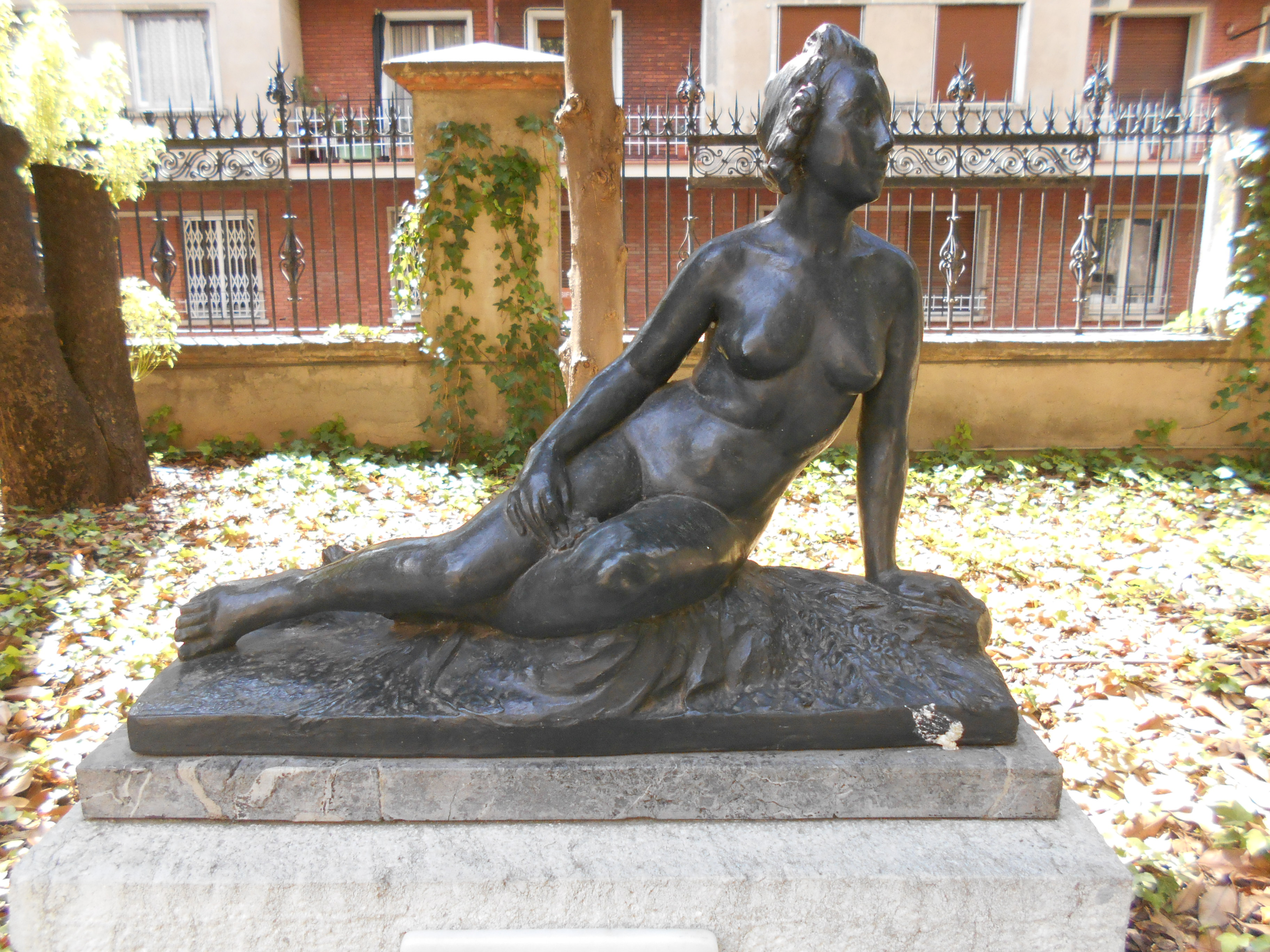
Mujer apoyada sobre espigas, de Josep Dunyach, 1925.
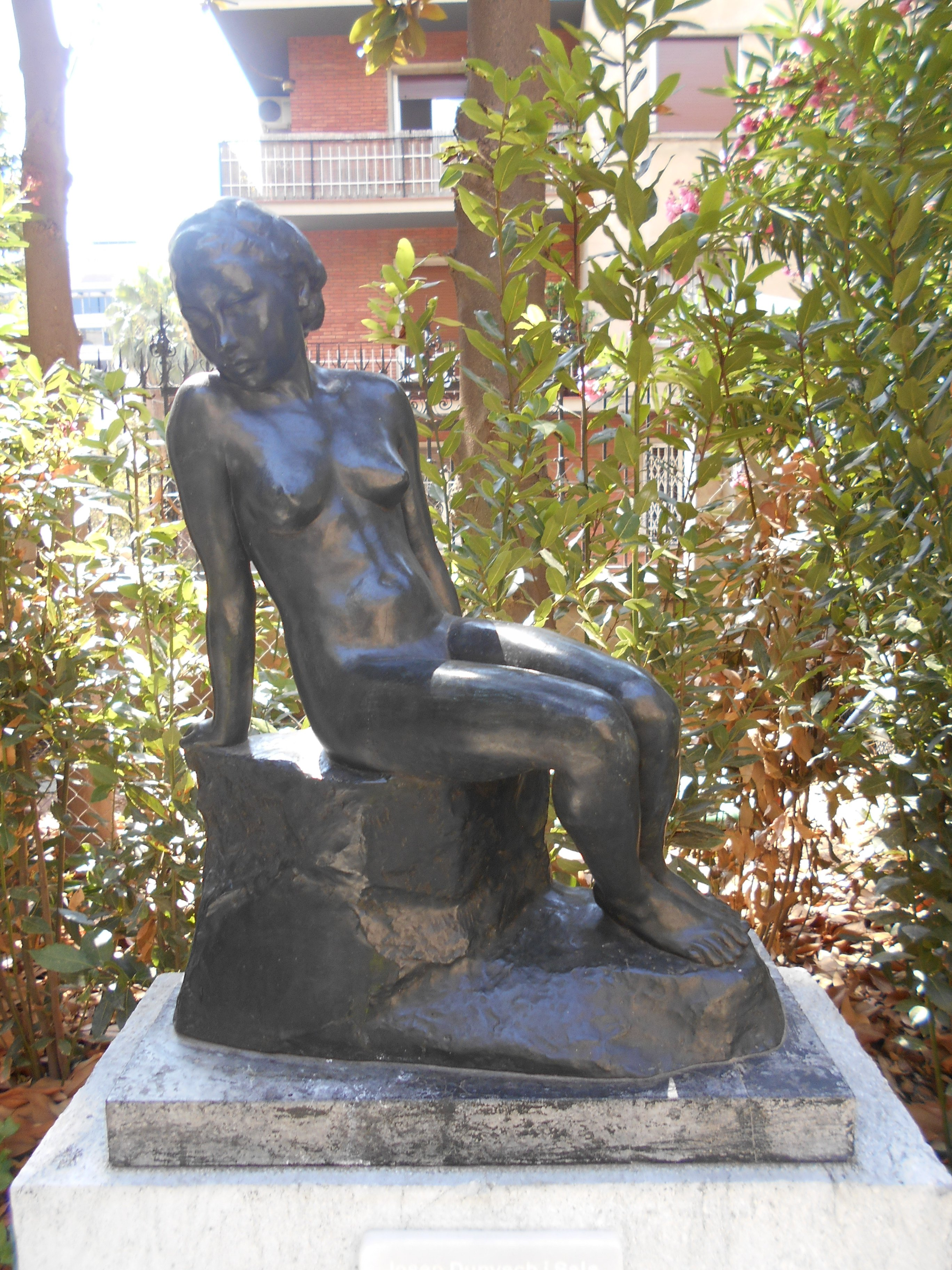
Figura femenina sentada, de Josep Dunyach, 1928.
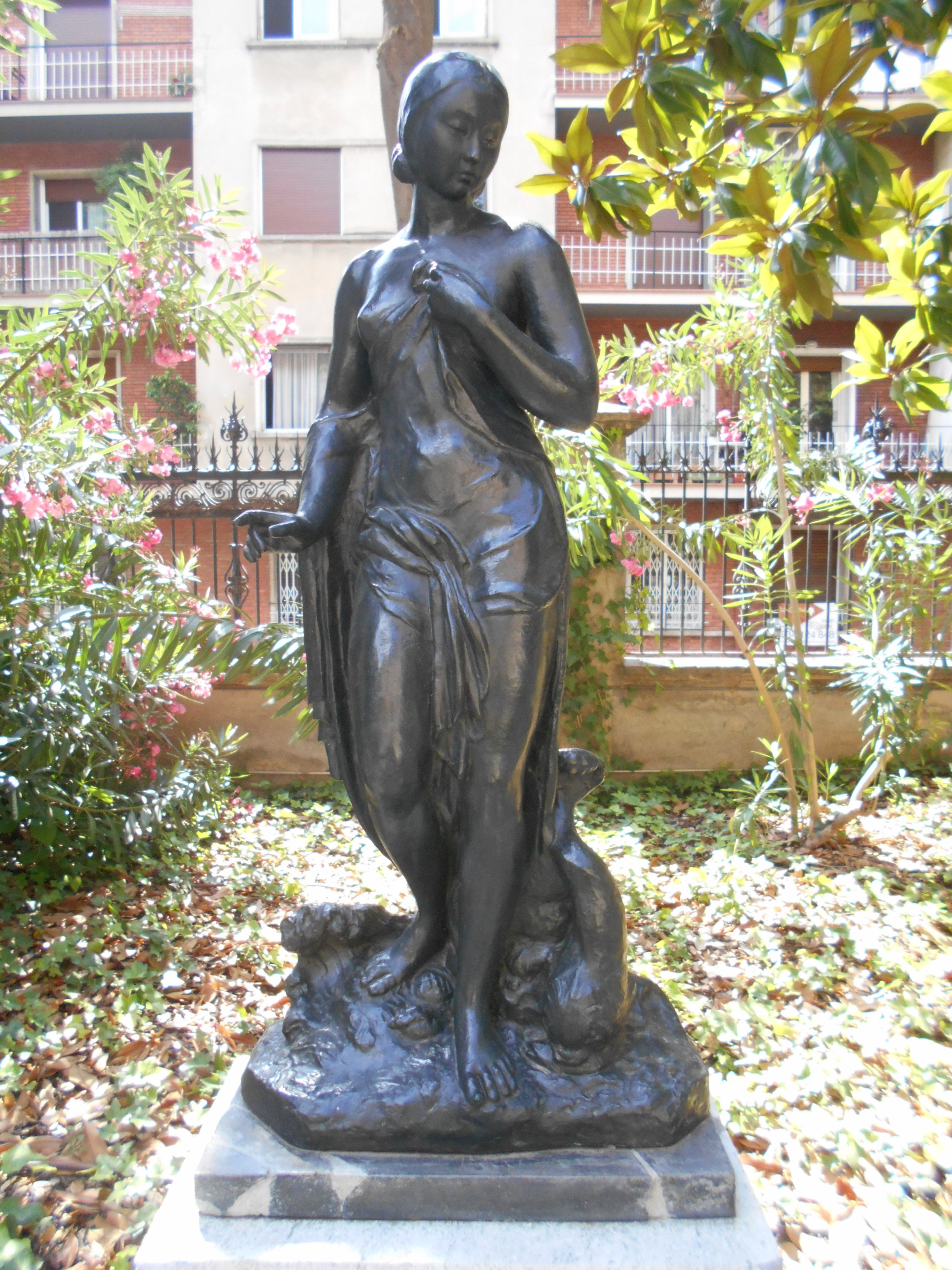
Desnudo, de Josep Dunyach, 1937.
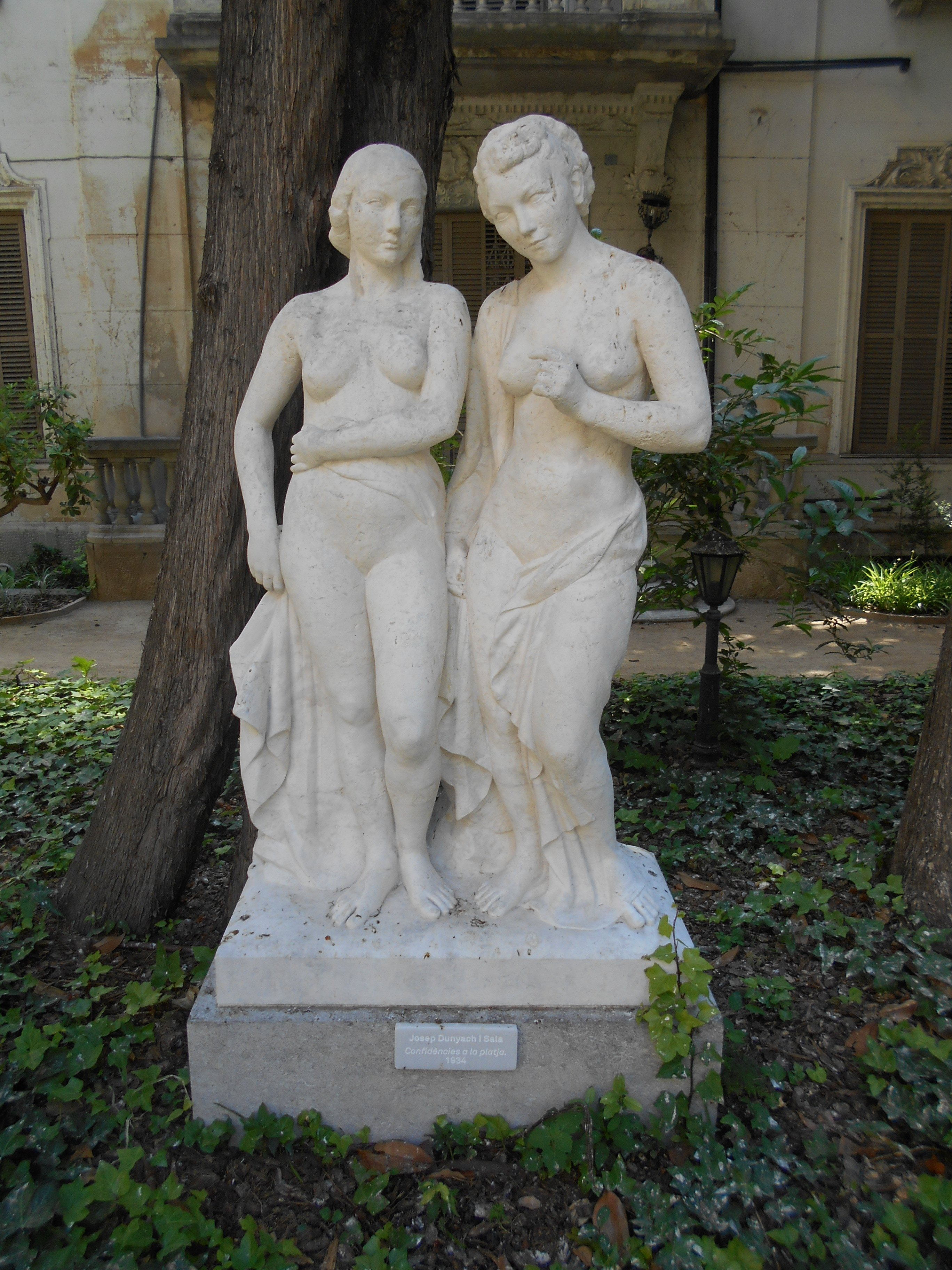
Confidencias en la playa, de Josep Dunyach, 1934.